# دوور (نیوهمپشایر)
دوور (به انگلیسی: Dover) شهری در ایالت نیوهمپشایر کشور ایالات متحده آمریکا است که جمعیت آن در سرشماری سال ۲۰۱۰ میلادی، ۲۹٬۹۸۷ نفر بوده‌است.

## نگارخانه

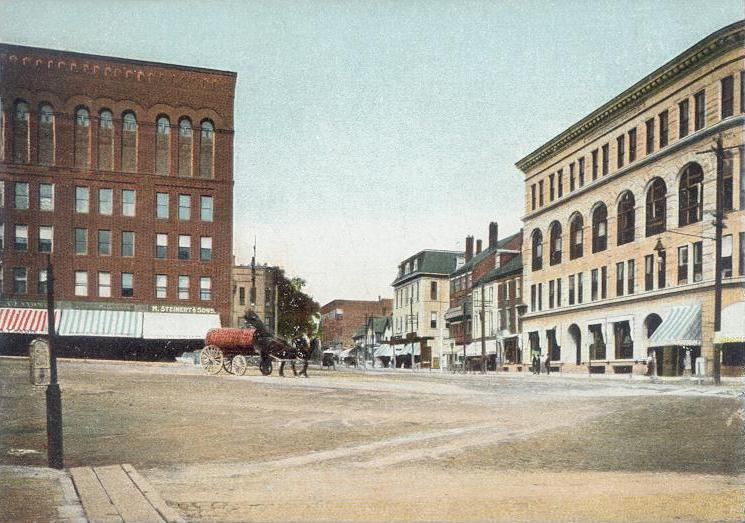
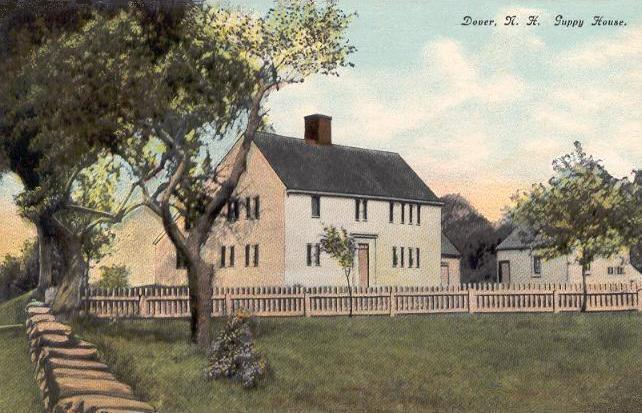
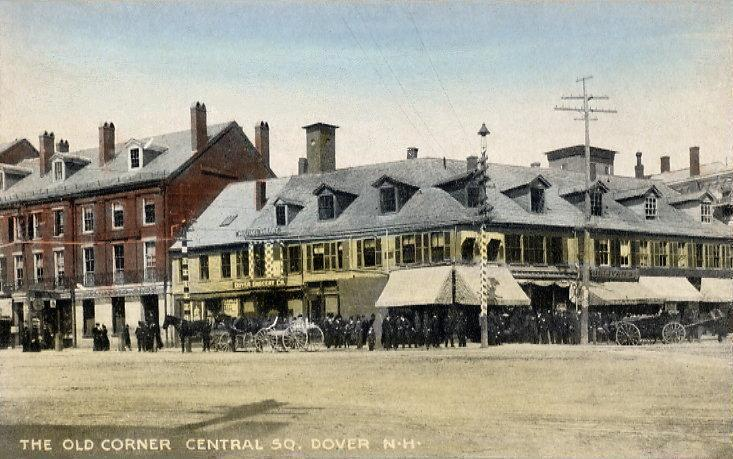
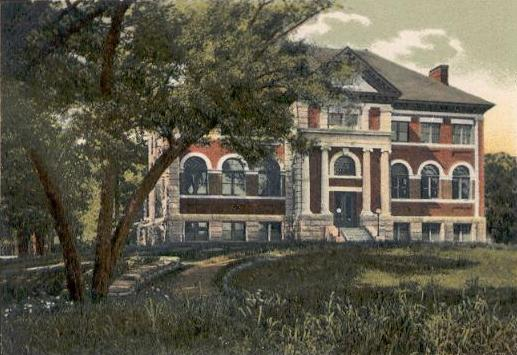
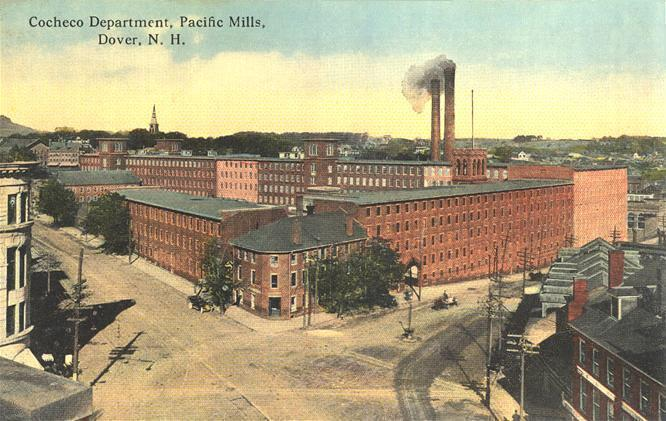
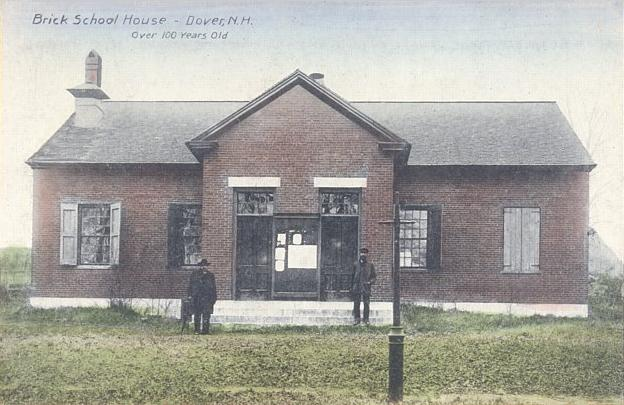